# Xlov
Cette page contient des caractères spéciaux ou non latins. S’ils s’affichent mal (▯, ?, etc.), consultez la page d’aide Unicode.
Xlov (hangeul : 엑스러브 ; stylisé XLOV) est un boys band sud-coréen de K-pop. Formé en 2025, il est composé de quatre membres.

## Histoire

### Avant la formation du groupe
En 2015, Wumuti, membre du groupe d'origine ouïghour, a remporté la compétition Super Idol et a fait partie du groupe Swin. Il a ensuite participé à Under Nineteen en 2018, Boys Planet en 2023 et Build Up: Vocal Boy Group Survival en 2024,,. À l'issue de cette dernière émission, il intègre le groupe Waterfire.
En 2023, Rui et Haru ont également participé à l'émission Boys Planet,.

### Débuts
Le groupe est annoncé en 2024 et fait ses débuts en 2025 avec un concept « agenre ». Le premier single I'mma Be sort le 7 janvier suivi par I One le 13 juin.

## Membres
| Nom de scène    | Nom de scène | Nom de naissance | Nom de naissance | Nationalité |
| Romanisé        | Coréen       | Romanisé         | Coréen           | Nationalité |
| --------------- | ------------ | ---------------- | ---------------- | ----------- |
| Wumuti (Leader) | 우무티       | Umut Tursun      | 吾木特·吐爾遜    | Chinois     |
| Rui             | 루이         | Chen Kuan-ji     | 陳寬吉           | Taïwanais   |
| Hyun            | 휸           | Kim Jin-hyung    | 킴 진흉          | Sud-coréen  |
| Haru            | 하루         | Kato Haru        | 加藤晴           | Japonais    |

## Discographie

### Albums singles
| Titre    | Détails | Meilleur classement | Ventes         |
| Titre    | Détails | COR                 | Ventes         |
| -------- | --- | ------------------- | -------------- |
| I'mma Be | - Sortie : 7 janvier 2025 - Label : 257 Entertainment, Quarter Music - Formats : CD, téléchargement, streaming 1. I'mma Be 2. I'mma Be (Instrumental) 3. I'mma Be (88 Techno Remix) 4. I'mma Be (Dark House Remix)           | 11                  | - COR : 22 342 |
| I One    | - Sortie : 13 juin 2025 - Label : 257 Entertainment, Quarter Music - Formats : CD, téléchargement, streaming 1. 1&Only 2. 1 of Lov 3. Bizness 4. '1&Only (Instrumental) 5. 1 of Lov (Instrumental) 6. Bizness (Instrumental) | NC                  | NC             |